# Syndroom van Wolff-Parkinson-White
Het syndroom van Wolff-Parkinson-White  (ook wel WPW-syndroom) is een aangeboren afwijking, die 1,3 per 1000 mensen treft, waarbij de elektrische prikkels versneld de kamers kunnen bereiken, met aanvallen van een veel te snelle hartslag (tachycardie) als gevolg.

## Pathologie
Bij het syndroom van Wolff-Parkinson-White is er een tweede verbinding tussen de boezems en de hartkamers. Normaal zijn de twee boezems en kamers elektrisch van elkaar gescheiden door bindweefsel op één geleidingssysteem na. De extra verbinding bij het syndroom van Wolff-Parkinson-White, de "bundel van Kent" is verantwoordelijk voor een abnormale prikkelgeleiding in het hart.

## Prikkelgeleiding in het hart
In de rechterhartboezem, waar de sinusknoop zich bevindt, ontstaat ongeveer eenmaal per seconde spontaan een elektrische prikkel die de beide boezems doet samentrekken. Tussen de boezems en de kamers wordt de elektrische prikkel vertraagd in de AV-knoop. Via de bundel van His wordt de elektrische impuls naar het myocard van de ventrikels gebracht, zodat de beide kamers gecoördineerd samentrekken.

## Geleiding bij WPW-syndroom
In het geval van het WPW-syndroom loopt er een tweede, abnormale, geleidingsbundel, de bundel van Kent, van de boezems naar de kamers. Hierdoor zijn er twee "wegen" waarover de prikkel naar de kamer komt. Omdat de geleiding in de AV-knoop vertraagd is en in de bundel van Kent (de extra route) niet, zal een signaal dat via de bundel van Kent verloopt, sneller in de kamers zijn. De patiënt merkt hier weinig van. Er kan echter aanvalsgewijze een re-entry-fenomeen optreden. Doordat de prikkel via de ene verbinding van boezems naar kamers gaat en via de andere verbinding van kamers naar boezems, ontstaat een cirkelstroom met een snelle hartslag als gevolg.

## Onderzoek
Op het elektrocardiogram (ECG) is een karakteristieke afwijking te zien, die de delta-golf (zie foto) wordt genoemd. Deze golf ontstaat doordat de elektrische prikkel niet op de gebruikelijke manier in de hartspier arriveert. Soms is deze afwijking echter wisselend aanwezig.

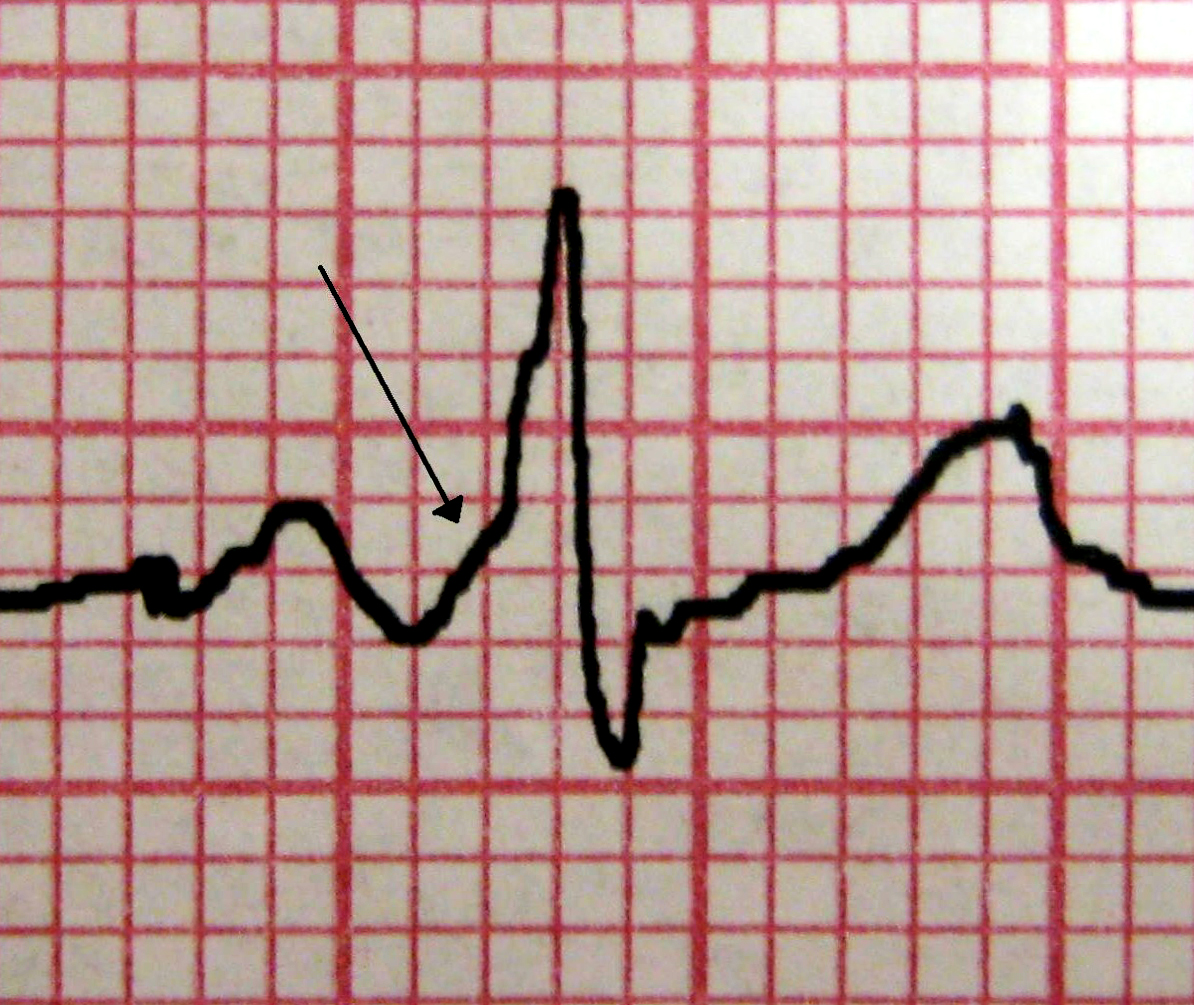
Delta-golf is aangegeven met de pijl

## Behandeling
Het syndroom kan succesvol worden behandeld met een zogeheten ablatie. Hierbij wordt een ablatiekatheter in het hart ingebracht om de bundel uit te schakelen. Dit wordt gedaan door de cellen hiervan te verhitten middels radiofrequente ablatie. Hierbij wordt een hoogfrequente wisselstroom afgegeven tussen het uiteinde van de ablatiekatheter en een zogenaamde rugplaat. Hiermee wordt het weefsel lokaal verhit waarbij het afsterft. Na verloop van tijd vormt zich zo littekenweefsel. De cellen van de bundel kunnen dan geen elektrisch signaal meer doorgeven, waarmee de extra verbinding ongedaan is gemaakt.
De behandeling is meestal zonder gevaar en heeft vaak een positief resultaat, waarmee het syndroom verholpen wordt.